# Петровская набережная (Сестрорецк)
Петро́вская на́бережная — набережная в городе Сестрорецке Курортного района Санкт-Петербурга. Проходит от Перепадской набережной до улицы Мосина. Состоит из двух разорванных участков.
Название присвоено в 1960-х годах, вероятно, в честь Петра I, основателя Сестрорецка. Деревянный дворец Петра I располагался поблизости, в начале улицы Мосина (не сохранился).
Петровская набережная состоит из двух разорванных участков — от Перепадской набережной до Приморского шоссе и от дома 12 до улицы Мосина. Вероятно, до строительства Приморского шоссе в 1970-х годах Петровская набережная представляла единую дорогу.

## Застройка
- № 1 — церковь Святых Петра и Павла (2009)

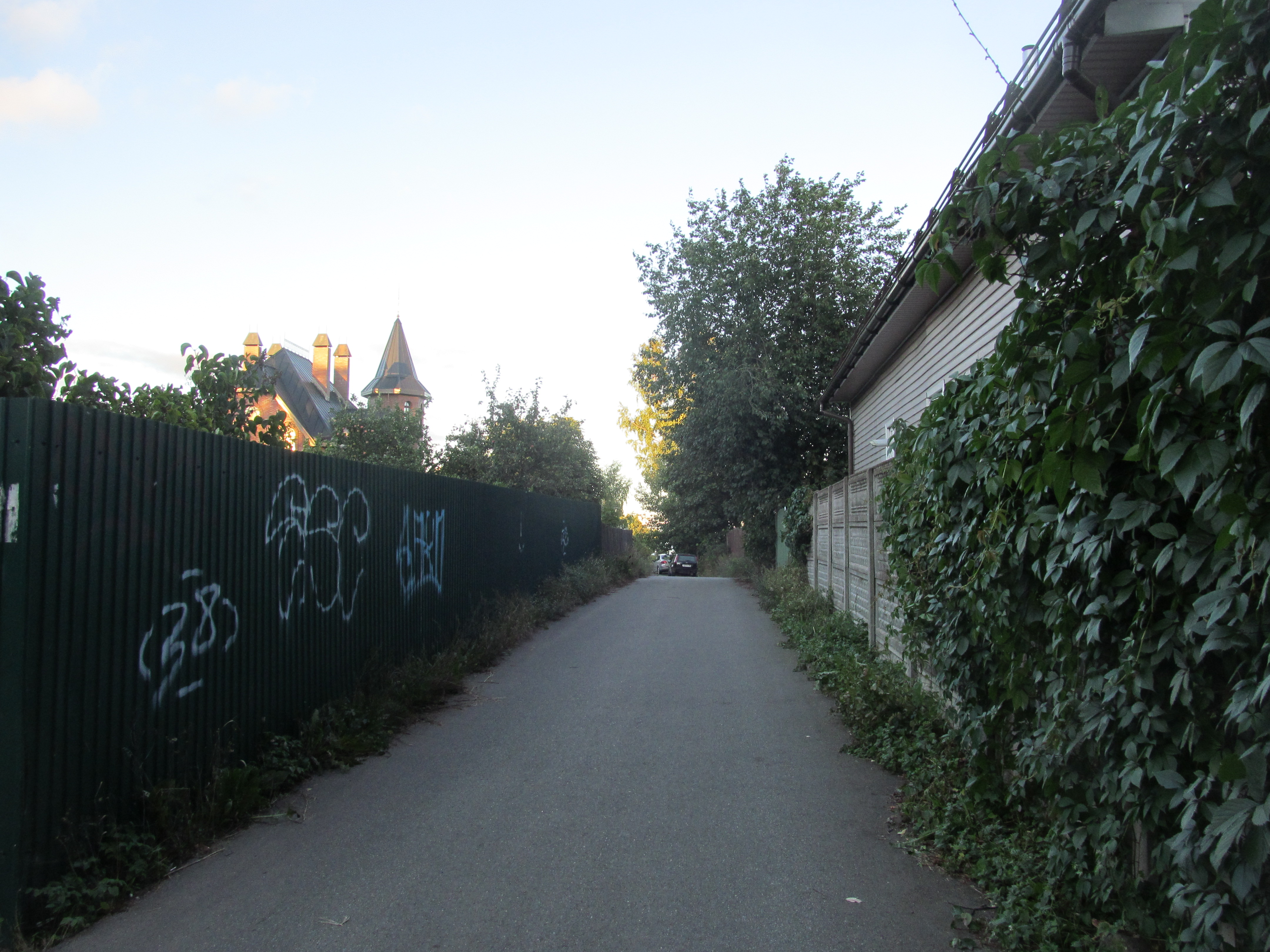
Петровская набережная - вид от улицы Мосина
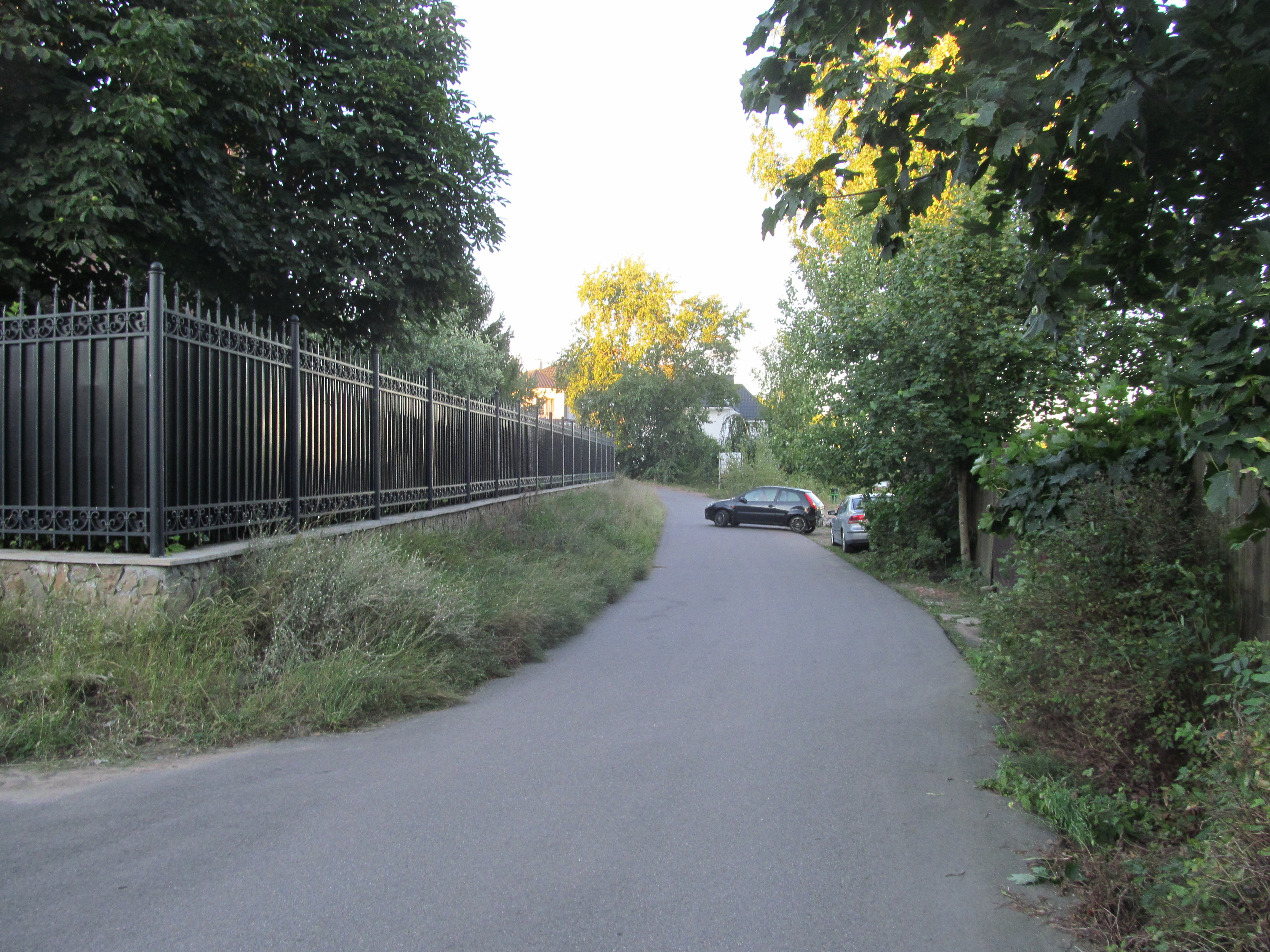
Петровская набережная (Сестрорецк) - поворот к Разливу
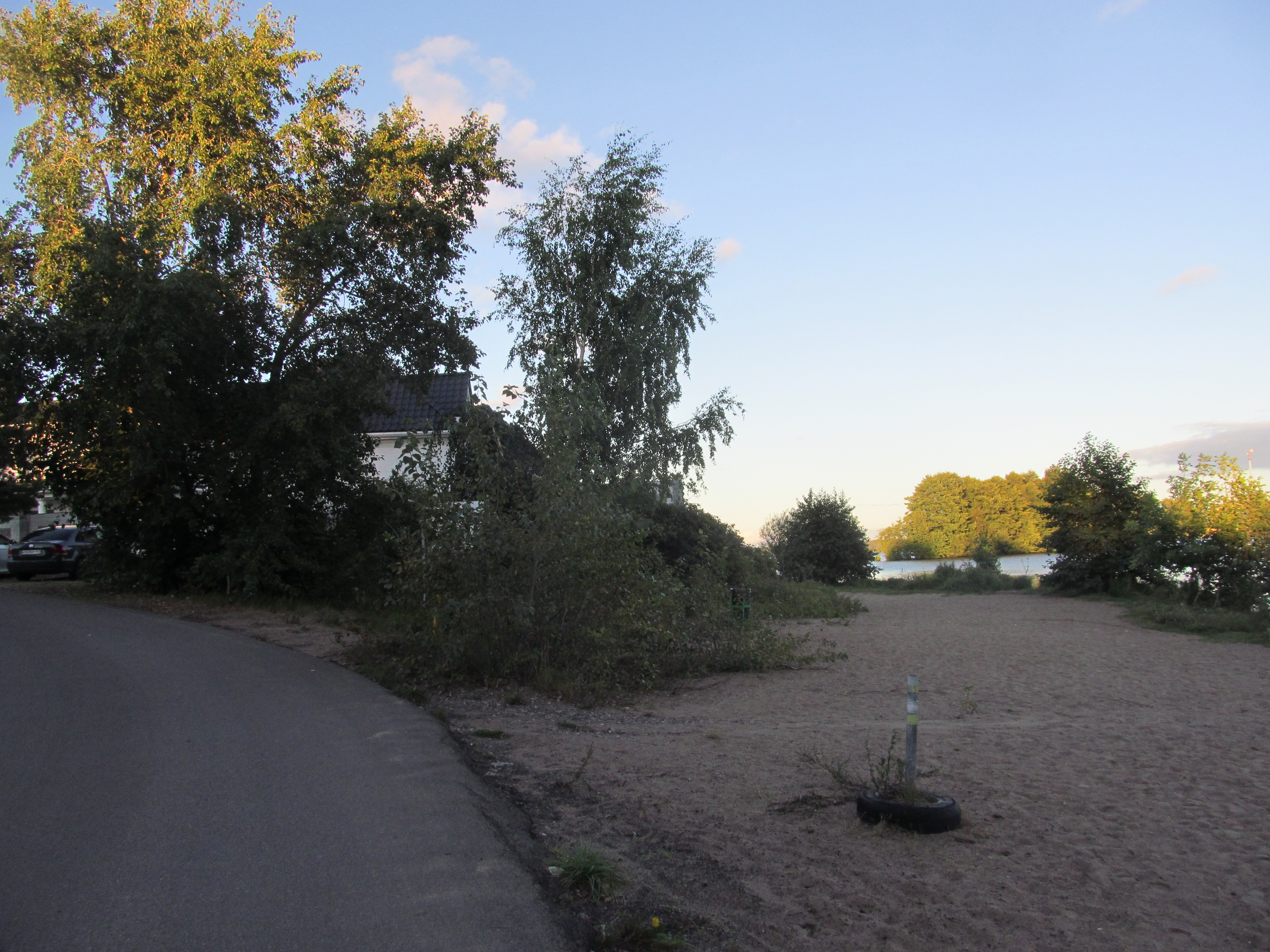
Петровская набережная (Сестрорецк) - берег озера
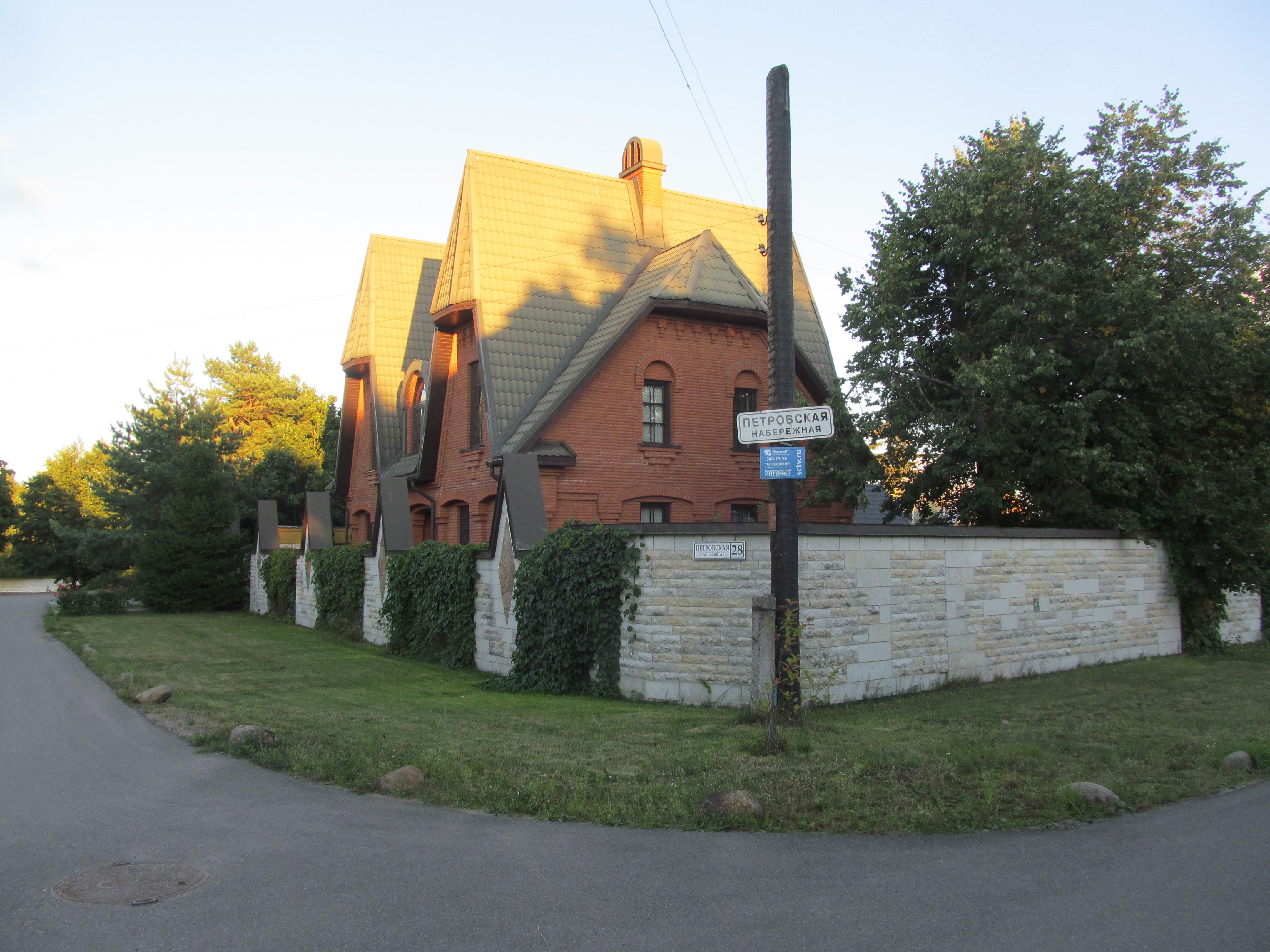
Петровская набережная - поворот к Офицерскому пляжу

## Перекрёстки
- Улица Новая Слобода
- Улица Мосина